# WILD AND INNOCENT
『WILD AND INNOCENT』（ワイルド・アンド・イノセント）は、日本のハードロックバンドaphasiaの4thアルバム。2004年2月発売。発売元はKING RECORDS。

## 概要
- aphasiaの4thフルアルバム。
- キングレコードからのメジャーデビュー2作目。

## 収録曲
1. Leave In Heaven
（作曲：Manabu Kokado）
  - インスト。
2. Break the ice
（作詞：goe  作曲：goe）
3. Lonely rainy night
（作詞：goe  作曲：goe）
4. WILD ROSE
（作詞：luka  作曲：goe）
5. Blue sky
（作詞：goe  作曲：goe）
6. Through the fire
（作詞：goe  作曲：goe）
7. ハートブレイカー
（作詞：luka  作曲：goe）
8. Against the wind
（作詞：jun  作曲：jun）
9. 荒野の果てに
（作詞：luka  作曲：goe）
10. ALIVE
（作詞：luka  作曲：goe）
11. ～MIST～
（作詞：luka  作曲：luka）

## 参加ミュージシャン
- 流風（luka） - ボーカル
- goe - ギター
- sho - ベース
- jun - ドラム

（Additional Musician）
- Manabu Kokado - キーボード